# Paltothemis lineatipes
Paltothemis lineatipes – gatunek ważki z rodziny ważkowatych (Libellulidae). Występuje na terenie Ameryki Północnej, Ameryki Południowej i Ameryki Środkowej.